# 1608 год в музыке
1608 год в музыке ознаменовался следующими значимыми событиями и новыми музыкальными произведениями.

## События
- 9 февраля — Во дворце Уайтхолл исполняется маска The Hue and Cry After Cupid[англ.]. Текст написал Бен Джонсон, музыку — Альфонсо Феррабоско-мл.[итал.], костюмы, декорации и сценические эффекты были разработаны Иниго Джонсом — все они были известны как команда, ответственная за предыдущие и последующие маски для двора Стюартов[1].
- 4 июня — Последнее произведение итальянского композитора Клаудио Монтеверди, полудраматический балет Il ballo delle inrate[англ.], впервые исполняется в Мантуе в рамках свадебных торжеств Франческо Гонзага (сына покровителя Монтевердри мантуанского герцога Винченцо) и Маргариты Савойской[2]. В том же году Монтеверди просит разрешения покинуть должность капельмейстера при дворе Гонзага.

## Публикации
- Джованни Франческо Анерио[итал.] — Вторая книга мадригалов для пяти и шести голосов (Венеция: Джакомо Винченти[итал.]).
- Костанцо Антеньяти[итал.]
  - L’Antegnata, соч. 16, коллекция интабулированных ричеркаров для органа (Венеция: Анджело Гардано и братья).
  - L'arte Organica, в которой представлены технические детали 144 органов, построенных его семьей, правила настройки органов и клавесинов, а также советы по регистрации органов.
- Адриано Банкьери — Festino nella sera del giovedi grasso avanti cena, соч. 18, мадригальная комедия (Венеция: Риккардо Амадино).
- Джулио Белли[итал.] — Missae sacrae для четырёх, пяти, шести и восьми голосов с континуо (Венеция: Анджело Гардано и братья).
- Антонио Чифра[итал.] — Вторая книга мадригалов для пяти голосов (Венеция: Джакомо Винченти).
- Кристоф Демантиус — Conviviorum deliciae для шести голосов и инструментов, сборник танцевальной музыки (Нюрнберг: Бальтазар Шерфф для Давида Кауфмана).
- Хуан Эскивель де Бараона[исп.]
  - Первая книга месс (Саламанка: Артуро Таберньел)
  - Motecta festorum et dominicarum cum communi sanctorum для четырех, пяти, шести и восьми голосов (Саламанка: Артуро Таберньел)
- Мельхиор Франк[нем.]
  - Geistliche Gesäng und Melodeyen (Священные песни и мелодии) для пяти, шести и восьми голосов, в основном тексты из Песни Песней (Кобург: Юстус Хаук).
  - Neue Musicalische Intraden для различных инструментов, но особенно для альта, в шести частях (Нюрнберг: Давид Кауфманн).
  - Cantica gratulatoria для пяти голосов, свадебная песня (Кобург: Каспар Берч).
  - Der CXXI. Psalm для пяти голосов, постановка 121-го псалма (Кобург: Каспар Берч).
  - Neues Echo для восьми голосов (Кобург: Юстус Хаук).
  - Dialogus metricus для семи голосов, рождественский мотет (Кобург: Юстус Хаук).
- Джироламо Фрескобальди
  - Il primo libro de' madrigali
  - Primo libro delle fantasie
- Марко да Гальяно — Пятая книга мадригалов для пяти голосов (Венеция: Анджело Гардано и братья)
- Бартоломеус Гезиус[нем.] — Dictum ex Psalmo XXXIIII. De excubiis et custodia Angelorum для шести голосов, свадебный мотет (Франкфурт-на-Одере: Фридрих Хартманн).
- Джозеффо Гвами — Вторая книга мотетов для хора и инструментов (Милан: наследники Агостино Традате).
- Пьер Гедрон[фр.] — Airs de cours для четырёх и пяти голосов (Париж: Пьер Баллард).
- Чезарио Гуссаго[итал.] — Сонаты для четырёх, шести и восьми человек (Венеция: Риккардо Амадино).
- Ганс Лео Хасслер — Kirchengesäng для четырёх голосов, сборник духовных песен (Нюрнберг: Пауль Кауфманн).
- Сиджизмондо д’Индия — Первая книга villanelle alla napolitana для трёх голосов (Неаполь: Джованни Джакомо Карлино и Костантино Витале).
- Роберт Джонс[англ.] — Ultimum vale, with a triplicity of musicke…
- Клод Лежён
  - Вторая книга из 50 псалмов для трёх голосов, издана посмертно (Париж: Пьер Баллард).
  - Мелодии для трёх, четырёх, пяти и шести голосов, опубликована посмертно (Париж: Пьер Баллард).
  - Вторая книга арий для трёх, четырёх, пяти и шести голосов, издана посмертно (Париж: Пьер Баллард).
- Клаудио Меруло — Третья книга ricercari da cantare для четырёх голосов, опубликована посмертно (Венеция: Анджело Гардано и братья).
- Помпонио Ненна[итал.] — Седьмая книга мадригалов для пяти голосов (Неаполь: Джованни Баттиста Сотиле).
- Асприлио Пачелли — Sacrae cantiones, книга 1 (Венеция, Анджело Гардано и братья).
- Франциск Папп — Sacrae cantiones, книга 1 (Милан: Симон Тини и Филиппо Ломаццо).
- Винченцо Пассерини — Вторая книга мадригалов для пяти голосов (Венеция: Риккардо Амадино).
- Орфео Векки[итал.] — Cantiones sacrae для пяти голосов, опубликовано посмертно (Антверпен: Пьер Фалез).
- Томас Уилкс — Ayeres Or Phantasticke Spirites для трёх голосов.
- Агостино Содерини — Canzone a 4/8 voci libro primo Op. 2 (Милан)[3].
- Бастиано Чилезе — Canzoni per sonare con ogni sorte di stromenti (Венеция: Алессандро Раверий)[4].
- Бальтазар Фрич[нем.] — Primitiae Musicales, Paduanas et Galliardas quas vocant, complures egregias, artificiosissimas et suavissimas complectentes (Франкфурт).

## Классическая музыка
- Джованни Габриели — Canzon à 4 «La Spiritata»[5]

## Опера
- Клаудио Монтеверди — «Ариадна» в восьми сценах (утрачена, либретто сохранилось полностью).
- Марко да Гальяно — «Дафна[итал.]» (либретто Оттавио Ринуччини).

## Родились
Дата неизвестна
- Марио Савиони[англ.], итальянский композитор и певец-контратенор эпохи барокко (ум. в 1685).

## Умерли
- 7 марта — Катерина Мартинелли[итал.], итальянская оперная певица (род. ок. 1590).
- 11 мая — Джованни Лука Конфорти[англ.], итальянский композитор и выдающийся фальцетный певец (род. в 1560).
- 25 июля — Помпонио Ненна[итал.], итальянский (неаполитанский) композитор (род. в 1556).
- 17 октября — Лука Бати, итальянский композитор и музыкальный педагог конца эпохи Ренессанса и начала барокко (род. в 1546).
- 26 октября — Филипп Николаи, немецкий лютеранский богослов, поэт, композитор, духовный писатель и проповедник; наиболее прославился как исполнитель гимнов (род. в 1556).

Дата неизвестна
- Питер Лупо[англ.], итальянский музыкант и композитор, более 40 лет прослуживший при дворе Елизаветы I в Англии, сын Амброз Лупо[англ.], придворного музыканта и композитора (род. в 1535).
- Агостино Содерини (итал. Agostino Soderini), итальянский композитор (род. ок. 1560)[6].
- Джероламо Баллионе (итал. Gerolamo Ballione), итальянский композитор (род. в 1575)[7].
- Бастиано Чилезе (итал. Bastiano Chilese), итальянский композитор (год рождения неизвестен)[8].
- Бальтазар Фрич[нем.], немецкий композитор и музыкант (род. в 1570).
- Джованни Джакомо де Антикис[итал.], итальянский композитор и музыкальный педагог (род. в 1550?).
- Джулио Джильи да Имола (итал. ), композитор, скрипач и органист (год рождения неизвестен)[9].